# سسکک جنگلی
سسکک جنگلی (نام علمی: Prinia sylvatica) نام یک گونه از سرده سسکک است.

## نگارخانه

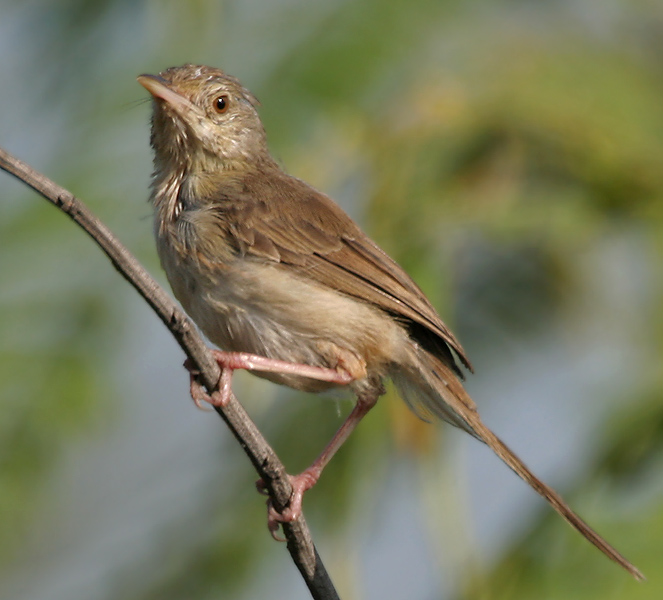